# Owain Glyndŵr
Owain Glyndŵr (em galês: [oʊain ɡlɨ̞nduːr]; c. 1359 - 14-14), ou Owain Glyn Dŵr foi um governante galês e o último galês nativo para manter o título príncipe de Gales (Tywysog Cymru), mas para muitos, visto como um rei não oficial.
Glyndŵr era descendente dos príncipes de Powys através de seu pai Gruffudd Fychan II, Tywysog hereditário de Powys Fadog e senhor de Glyndyfrdwy, e dos de Deheubarth através de sua mãe Elen Ferch Tomas ap Llywelyn ab Owen. Ele conduziu uma longa e infrutífera revolta contra o governo inglês do País de Gales. O monte de Craig-y-Dorth, uma milha a leste-norte da igreja, foi palco de uma batalha em 1404 entre os rebeldes de Owain Glyndŵr e as forças inglesas.
Glyndŵr é retratado na obra de William Shakespeare Henrique IV, Parte 1 (anglicizado como "Owen Glendower") como um homem selvagem e exótico governado pela magia e emoção.

## Árvore Genealógica
|  |  |  |  |  |  | Bleddyn ap Cynfyn m.1075        | Bleddyn ap Cynfyn m.1075        | Bleddyn ap Cynfyn m.1075        | Bleddyn ap Cynfyn m.1075        | Bleddyn ap Cynfyn m.1075         | Bleddyn ap Cynfyn m.1075        |  |  |  |  |  |  | Rhys ap Tewdwr m. 1093                      | Rhys ap Tewdwr m. 1093                      | Rhys ap Tewdwr m. 1093                      | Rhys ap Tewdwr m. 1093                      | Rhys ap Tewdwr m. 1093                      | Rhys ap Tewdwr m. 1093                      |  |  |  |  |  |  |  |  |
|  |  |  |  |  |  | Bleddyn ap Cynfyn m.1075        | Bleddyn ap Cynfyn m.1075        | Bleddyn ap Cynfyn m.1075        | Bleddyn ap Cynfyn m.1075        | Bleddyn ap Cynfyn m.1075         | Bleddyn ap Cynfyn m.1075        |  |  |  |  |  |  | Rhys ap Tewdwr m. 1093                      | Rhys ap Tewdwr m. 1093                      | Rhys ap Tewdwr m. 1093                      | Rhys ap Tewdwr m. 1093                      | Rhys ap Tewdwr m. 1093                      | Rhys ap Tewdwr m. 1093                      |  |  |  |  |  |  |  |  |
|  |  |  |  |  |  | Maredudd ap Bleddyn m.1132      | Maredudd ap Bleddyn m.1132      | Maredudd ap Bleddyn m.1132      | Maredudd ap Bleddyn m.1132      | Maredudd ap Bleddyn m.1132       | Maredudd ap Bleddyn m.1132      |  |  |  |  |  |  | Gruffudd ap Rhys m. 1137                    | Gruffudd ap Rhys m. 1137                    | Gruffudd ap Rhys m. 1137                    | Gruffudd ap Rhys m. 1137                    | Gruffudd ap Rhys m. 1137                    | Gruffudd ap Rhys m. 1137                    |  |  |  |  |  |  |  |  |
|  |  |  |  |  |  | Maredudd ap Bleddyn m.1132      | Maredudd ap Bleddyn m.1132      | Maredudd ap Bleddyn m.1132      | Maredudd ap Bleddyn m.1132      | Maredudd ap Bleddyn m.1132       | Maredudd ap Bleddyn m.1132      |  |  |  |  |  |  | Gruffudd ap Rhys m. 1137                    | Gruffudd ap Rhys m. 1137                    | Gruffudd ap Rhys m. 1137                    | Gruffudd ap Rhys m. 1137                    | Gruffudd ap Rhys m. 1137                    | Gruffudd ap Rhys m. 1137                    |  |  |  |  |  |  |  |  |
|  |  |  |  |  |  | Madog ap Maredudd m.1160        | Madog ap Maredudd m.1160        | Madog ap Maredudd m.1160        | Madog ap Maredudd m.1160        | Madog ap Maredudd m.1160         | Madog ap Maredudd m.1160        |  |  |  |  |  |  | Rhys ap Gruffudd (Yr Arglwydd Rhys) m. 1197 | Rhys ap Gruffudd (Yr Arglwydd Rhys) m. 1197 | Rhys ap Gruffudd (Yr Arglwydd Rhys) m. 1197 | Rhys ap Gruffudd (Yr Arglwydd Rhys) m. 1197 | Rhys ap Gruffudd (Yr Arglwydd Rhys) m. 1197 | Rhys ap Gruffudd (Yr Arglwydd Rhys) m. 1197 |  |  |  |  |  |  |  |  |
|  |  |  |  |  |  | Madog ap Maredudd m.1160        | Madog ap Maredudd m.1160        | Madog ap Maredudd m.1160        | Madog ap Maredudd m.1160        | Madog ap Maredudd m.1160         | Madog ap Maredudd m.1160        |  |  |  |  |  |  | Rhys ap Gruffudd (Yr Arglwydd Rhys) m. 1197 | Rhys ap Gruffudd (Yr Arglwydd Rhys) m. 1197 | Rhys ap Gruffudd (Yr Arglwydd Rhys) m. 1197 | Rhys ap Gruffudd (Yr Arglwydd Rhys) m. 1197 | Rhys ap Gruffudd (Yr Arglwydd Rhys) m. 1197 | Rhys ap Gruffudd (Yr Arglwydd Rhys) m. 1197 |  |  |  |  |  |  |  |  |
|  |  |  |  |  |  | Gruffudd Maelor I m.1191        | Gruffudd Maelor I m.1191        | Gruffudd Maelor I m.1191        | Gruffudd Maelor I m.1191        | Gruffudd Maelor I m.1191         | Gruffudd Maelor I m.1191        |  |  |  |  |  |  | Gruffudd m. 1201                            | Gruffudd m. 1201                            | Gruffudd m. 1201                            | Gruffudd m. 1201                            | Gruffudd m. 1201                            | Gruffudd m. 1201                            |  |  |  |  |  |  |  |  |
|  |  |  |  |  |  | Gruffudd Maelor I m.1191        | Gruffudd Maelor I m.1191        | Gruffudd Maelor I m.1191        | Gruffudd Maelor I m.1191        | Gruffudd Maelor I m.1191         | Gruffudd Maelor I m.1191        |  |  |  |  |  |  | Gruffudd m. 1201                            | Gruffudd m. 1201                            | Gruffudd m. 1201                            | Gruffudd m. 1201                            | Gruffudd m. 1201                            | Gruffudd m. 1201                            |  |  |  |  |  |  |  |  |
|  |  |  |  |  |  | Madog ap Gruffudd Maelor m.1236 | Madog ap Gruffudd Maelor m.1236 | Madog ap Gruffudd Maelor m.1236 | Madog ap Gruffudd Maelor m.1236 | Madog ap Gruffudd Maelor m.1236  | Madog ap Gruffudd Maelor m.1236 |  |  |  |  |  |  | Owain m. 1235                               | Owain m. 1235                               | Owain m. 1235                               | Owain m. 1235                               | Owain m. 1235                               | Owain m. 1235                               |  |  |  |  |  |  |  |  |
|  |  |  |  |  |  | Madog ap Gruffudd Maelor m.1236 | Madog ap Gruffudd Maelor m.1236 | Madog ap Gruffudd Maelor m.1236 | Madog ap Gruffudd Maelor m.1236 | Madog ap Gruffudd Maelor m.1236  | Madog ap Gruffudd Maelor m.1236 |  |  |  |  |  |  | Owain m. 1235                               | Owain m. 1235                               | Owain m. 1235                               | Owain m. 1235                               | Owain m. 1235                               | Owain m. 1235                               |  |  |  |  |  |  |  |  |
|  |  |  |  |  |  | Gruffudd Maelor II m.1269       | Gruffudd Maelor II m.1269       | Gruffudd Maelor II m.1269       | Gruffudd Maelor II m.1269       | Gruffudd Maelor II m.1269        | Gruffudd Maelor II m.1269       |  |  |  |  |  |  | Maredydd ab Owain m. 1265                   | Maredydd ab Owain m. 1265                   | Maredydd ab Owain m. 1265                   | Maredydd ab Owain m. 1265                   | Maredydd ab Owain m. 1265                   | Maredydd ab Owain m. 1265                   |  |  |  |  |  |  |  |  |
|  |  |  |  |  |  | Gruffudd Maelor II m.1269       | Gruffudd Maelor II m.1269       | Gruffudd Maelor II m.1269       | Gruffudd Maelor II m.1269       | Gruffudd Maelor II m.1269        | Gruffudd Maelor II m.1269       |  |  |  |  |  |  | Maredydd ab Owain m. 1265                   | Maredydd ab Owain m. 1265                   | Maredydd ab Owain m. 1265                   | Maredydd ab Owain m. 1265                   | Maredydd ab Owain m. 1265                   | Maredydd ab Owain m. 1265                   |  |  |  |  |  |  |  |  |
|  |  |  |  |  |  | Gruffudd Fychan I m. 1289       | Gruffudd Fychan I m. 1289       | Gruffudd Fychan I m. 1289       | Gruffudd Fychan I m. 1289       | Gruffudd Fychan I m. 1289        | Gruffudd Fychan I m. 1289       |  |  |  |  |  |  | Owain m. 1275                               | Owain m. 1275                               | Owain m. 1275                               | Owain m. 1275                               | Owain m. 1275                               | Owain m. 1275                               |  |  |  |  |  |  |  |  |
|  |  |  |  |  |  | Gruffudd Fychan I m. 1289       | Gruffudd Fychan I m. 1289       | Gruffudd Fychan I m. 1289       | Gruffudd Fychan I m. 1289       | Gruffudd Fychan I m. 1289        | Gruffudd Fychan I m. 1289       |  |  |  |  |  |  | Owain m. 1275                               | Owain m. 1275                               | Owain m. 1275                               | Owain m. 1275                               | Owain m. 1275                               | Owain m. 1275                               |  |  |  |  |  |  |  |  |
|  |  |  |  |  |  | Madog Crypl c. 1275 - 1304      | Madog Crypl c. 1275 - 1304      | Madog Crypl c. 1275 - 1304      | Madog Crypl c. 1275 - 1304      | Madog Crypl c. 1275 - 1304       | Madog Crypl c. 1275 - 1304      |  |  |  |  |  |  | Llywelyn ab Owain m. 1308                   | Llywelyn ab Owain m. 1308                   | Llywelyn ab Owain m. 1308                   | Llywelyn ab Owain m. 1308                   | Llywelyn ab Owain m. 1308                   | Llywelyn ab Owain m. 1308                   |  |  |  |  |  |  |  |  |
|  |  |  |  |  |  | Madog Crypl c. 1275 - 1304      | Madog Crypl c. 1275 - 1304      | Madog Crypl c. 1275 - 1304      | Madog Crypl c. 1275 - 1304      | Madog Crypl c. 1275 - 1304       | Madog Crypl c. 1275 - 1304      |  |  |  |  |  |  | Llywelyn ab Owain m. 1308                   | Llywelyn ab Owain m. 1308                   | Llywelyn ab Owain m. 1308                   | Llywelyn ab Owain m. 1308                   | Llywelyn ab Owain m. 1308                   | Llywelyn ab Owain m. 1308                   |  |  |  |  |  |  |  |  |
|  |  |  |  |  |  | Gruffudd                        | Gruffudd                        | Gruffudd                        | Gruffudd                        | Gruffudd                         | Gruffudd                        |  |  |  |  |  |  | Tomos m. 1343                               | Tomos m. 1343                               | Tomos m. 1343                               | Tomos m. 1343                               | Tomos m. 1343                               | Tomos m. 1343                               |  |  |  |  |  |  |  |  |
|  |  |  |  |  |  | Gruffudd                        | Gruffudd                        | Gruffudd                        | Gruffudd                        | Gruffudd                         | Gruffudd                        |  |  |  |  |  |  | Tomos m. 1343                               | Tomos m. 1343                               | Tomos m. 1343                               | Tomos m. 1343                               | Tomos m. 1343                               | Tomos m. 1343                               |  |  |  |  |  |  |  |  |
|  |  |  |  |  |  | Gruffudd Fychan II m. cyn 1340  | Gruffudd Fychan II m. cyn 1340  | Gruffudd Fychan II m. cyn 1340  | Gruffudd Fychan II m. cyn 1340  | Gruffudd Fychan II m. cyn 1340   | Gruffudd Fychan II m. cyn 1340  |  |  |  |  |  |  | Elen                                        | Elen                                        | Elen                                        | Elen                                        | Elen                                        | Elen                                        |  |  |  |  |  |  |  |  |
|  |  |  |  |  |  | Gruffudd Fychan II m. cyn 1340  | Gruffudd Fychan II m. cyn 1340  | Gruffudd Fychan II m. cyn 1340  | Gruffudd Fychan II m. cyn 1340  | Gruffudd Fychan II m. cyn 1340   | Gruffudd Fychan II m. cyn 1340  |  |  |  |  |  |  | Elen                                        | Elen                                        | Elen                                        | Elen                                        | Elen                                        | Elen                                        |  |  |  |  |  |  |  |  |
|  |  |  |  |  |  |                                 |                                 |                                 |                                 |                                  |                                 |  |  |  |  |  |  |                                             |                                             |                                             |                                             |                                             |                                             |  |  |  |  |  |  |  |  |
|  |  |  |  |  |  |                                 |                                 |                                 |                                 |                                  |                                 |  |  |  |  |  |  |                                             |                                             |                                             |                                             |                                             |                                             |  |  |  |  |  |  |  |  |
|  |  |  |  |  |  |                                 |                                 |                                 |                                 | Owain Glyn Dŵr c. 1354 - c. 1414 |                                 |  |  |  |  |  |  |                                             |                                             |                                             |                                             |                                             |                                             |  |  |  |  |  |  |  |  |